# Békovo
Békovo - Беково (rus) és un possiólok de l'óblast de Penza (Rússia) a l'extrem sud de la regió, a la dreta del riu Khopior, a 154 km de Penza.